# Club Atlético Porteño (Ecuador)
El Club Atlético Porteño, antes conocido como Club Deportivo Duros del Balón, es un club deportivo profesional ecuatoriano de la ciudad de Salinas, provincia de Santa Elena. Fue fundado el 1 de noviembre de 2007. Actualmente juega en la Segunda Categoría de Ecuador, aunque en la actualidad debido a problemas institucionales no ha participado desde el año 2024 en este campeonato.
Está afiliado a la Asociación de Fútbol Profesional de Santa Elena.

## Historia
El equipo fue fundado en el año 2007, exactamente el 1.° de noviembre, con la intención de formar jóvenes deportistas profesionales a través del fútbol.Su sede está en la ciudad de Salinas en la provincia de Santa Elena, sin embargo empieza a participar en los torneos profesionales desde el año 2010, ya que la Asociación de Fútbol Profesional de Santa Elena se fundó en el 2009.
Las primeras participaciones el equipo tuvo un rendimiento regular, no logró clasificar a los zonales al no quedar entre los dos primeros lugares del torneo, en el año 2013 se produce la primera alegría del equipo cuando logra el vicacampeonato del torneo provincial y avanza por primera vez en su historia hasta esa instancia del torneo de Segunda Categoría, compartió grupo en la zona 4 con equipos como Liga de Portoviejo, Águilas de Santo Domingo, Vargas Torres de Esmeraldas y Venecia de Babahoyo, terminó en el quinto lugar tras conseguir 4 puntos en 8 partidos jugados, consiguiendo 1 victoria, 1 empate y 6 derrotas, marcó 4 goles y recibió 25, ahí concluyó su primera participación en zonales.
En el 2014, 2015 y 2016 el equipo no clasificó a los zonales, en la temporada 2015 quedó en el tercer lugar del torneo provincial, en el 2016 la FEF cambió el reglamento y el torneo provincial de Santa Elena solo otorgaba una plaza para los zonales, esa plaza le correspondió al campeón provincial, así que pese a lograr el vicecampeonato del torneo provincial 2016 los duros no avanzaron de fase.
En la temporada 2017, junto a nueva directiva encabezada por Carlos Luis Nuñez como presidente, Jhonny Piguave como vicepresidente, Carmen Castillo como secretaria y Raúl Samán como tesorero, entre los vocales principales están Juan Samán, Javier Nuñez y Álvaro Gordon, además de Angelo Sereni; el equipo Duros del Balón consigue su primer título provincial de Segunda Categoría, lo hizo de manera impecable e invicta, consiguió quedar campeón con 4 fechas de anticipación a la finalización del torneo, consiguió 24 puntos tras 8 victorias, marcó 42 goles y solo recibió 1, esto le valió para avanzar a los zonales de Segunda Categoría 2017, ahí estuvo en la zona 3 junto con FC Insutec de Quevedo, La Unión de Pujilí, 5 de Agosto de Esmeraldas, Atlético Portoviejo y San Rafael de La Concordia, tras una buena actuación terminó en el segundo lugar del grupo tras obtener 19 puntos en 10 partidos jugados, consiguió 6 victorias, 1 empate y 3 derrotas, anotó 21 goles y recibió 10, así avanzó a los cuadrangulares semifinales, estuvo en el grupo D con Puerto Quito, Orense SC de Machala y CS Patria de Samborondón, el rendimiento no fue el esperado y solo consiguió 1 punto en 5 partidos jugados, tras 1 empate y 4 derrotas, marcó 2 goles y recibió 12, el torneo y el sueño de llegar a la Serie B terminaban ahí.
El año 2018 es hasta ahora el mejor en la historia del club, desde el principio hasta el fin, primero en el torneo provincial volvió a dominar con mucha comodidad, consiguió su segundo título y de paso el bicampeonato en el provincial, fue campeón tras conseguir 27 puntos en 9 partidos jugados, marcó 29 goles y recibió 5, por segundo año consecutivo logró terminar invicto, avanzó a los zonales de Segunda Categoría 2018, en la primera parte estuvo en la zona 3 con Brasilia de Esmeraldas, La Paz de Manta, FC Insutec de Quevedo y Colorados SC de Santo Domingo, tras un muy buen desempeño acabó en el primer lugar del grupo tras obtener 14 puntos en 8 partidos jugados, tras 4 victorias, 2 empates y 2 derrotas, marcó 15 goles y recibió 6 goles, avanzó a los cuadrangulares semifinales donde estuvo en el grupo D junto con Alianza de Guano, Audaz Octubrino de Machala y Imbabura SC, tras un apretado final en la última fecha se logra meter entre los cuatro finalistas en su condición de ganador de grupo, obtuvo 11 puntos en 6 partidos jugados, 3 victorias, 2 empates y 1 derrota, anotó 6 goles y recibió 1; en el cuadrangular final estuvo con Alianza Cotopaxi, Atlético Portoviejo y Deportivo Quevedo, durante esta última parte del torneo el equipo duro estuvo lejos de la zona de ascenso hasta la fecha 4, las dos últimas fechas consigue una remontada impensable, consiguió dos victorias, una de visitante ante un rival directo como Atlético Portoviejo en un partido jugado en Santa Ana, Duros ganó 0-1, y la fecha final goleó 6-1 al Deportivo Quevedo en el Estadio Alejandro Ponce Noboa de Guayaquil, estos resultados le valieron para conseguir el subcampeonato del torneo de Segunda Categoría 2018 y por tanto el anhelado ascenso a la Serie B, la península tendría por primera vez en su historia un equipo en el fútbol profesional para la temporada 2019.
También en el año 2018 formó parte de la primera edición de la Copa Ecuador, participó por su condición de campeón provincial, en la primera fase enfrentó a Toreros Fútbol Club de Guayaquil, cayó derrotado 0-1 en el marcador global, ahí concluiría su participación pero debido al ascenso conseguido jugará la tercera fase como parte de los 10 equipos de la Liga Pro Serie B 2019.

### Cambio radical
El ascenso para la temporada 2019, implicó una restructuración total del equipo, no solo a nivel futbolístico sino también referente al tema dirigencial, las limitaciones que existían en la asociación de Santa Elena en cuanto a infraestructura deportiva llevaron al equipo a buscar una nueva sede para competir en la Liga Pro.
Por cercanía el equipo cambió de sede hacia la ciudad de Guayaquil, y también de razón social, el nuevo nombre escogido fue Club Deportivo Especializado Formativo Atlético Porteño, además también se cambió el escudo del equipo, para los partidos de local, FedeGuayas facilitó el Estadio Modelo Alberto Spencer para que el nuevo equipo porteño juegue en dicho escenario deportivo, todos estos cambios fueron confirmados por la Secretaría del Deporte y la LigaPro el 25 de febrero de 2019.

### Descenso a Segunda Categoría
El miércoles 13 de octubre de 2021 pierde 2-1 ante Guayaquil Sport en el estadio Modelo Alberto Spencer y se confirma el paso a la Segunda Categoría del fútbol ecuatoriano.

## Uniforme

### Evolución del uniforme titular
| 2018 | 2019 | 2020-2023 |

### Evolución del segundo uniforme
| 2018 | 2019-2023 |

### Evolución del tercer uniforme
| 2018 |

## Estadio
El Estadio Modelo Alberto Spencer, conocido más comúnmente como el Modelo, es un estadio multiuso situado en la ciudad de Guayaquil, Ecuador. Recibe su nombre en honor del exjugador ecuatoriano de fútbol apodado el "Cabeza Mágica" Alberto Spencer goleador histórico del máximo torneo continental de América la Copa Libertadores jugando para Peñarol de Uruguay, y el Barcelona de Guayaquil.
Es inaugurado oficialmente el 24 de julio de 1959 y tiene una capacidad para 42 000 espectadores. Se lo apoda como "El Coloso de la Avenida de Las Américas", pues se encuentra ubicado en la Avenida de Las Américas al norte de la ciudad de Guayaquil. El estadio, además de ser utilizado para la práctica del fútbol, sirve también para competencias de atletismo ya que cuenta con una pista sintética, e igualmente para la presentación de espectáculos artísticos. Tiene 5 localidades: General Norte, General Sur, Preferencia, Tribuna y Palcos.
Anteriormente solo recibía el nombre de Estadio Modelo Guayaquil, pero la Federación Ecuatoriana de Fútbol decidió añadirle el nombre de Alberto Spencer cuando este falleció el 3 de noviembre de 2006, a instancia de José Luis Contreras, presidente de la Federación Deportiva del Guayas (Fedeguayas).
Este escenario deportivo fue inaugurado el 24 de julio de 1959 con un torneo cuadrangular amistoso en el cual participaron, por Ecuador, los equipos de Barcelona y Emelec (ganador del torneo), por Uruguay la escuadra de Peñarol y por Argentina la escuadra de Huracán. Durante el día inaugural al cual asistieron Luis Robles Plaza, alcalde de Guayaquil (1958-1960), Voltaire Paladines Polo, presidente de la Federación Deportiva del Guayas, y Camilo Ponce Enríquez, presidente del Ecuador (1956-1960). En esa fecha se jugó el primer Clásico del Astillero en el Modelo, con empate ante Emelec 2-2.
Anteriormente el principal estadio que el equipo usó en Santa Elena fue el Estadio El Dorado de Anconcito, el cual es sede de distintos eventos deportivos a nivel local, ya que también es usado para los campeonatos escolares de fútbol que se desarrollan en el cantón en las distintas categorías, también puede ser usado para campeonatos barriales del cantón.
Debido a la poca capacidad del estadio El Dorado, el equipo ha tenido que usar otros escenarios deportivos para hacer las veces de local en los diferentes torneos de Segunda Categoría y Copa Ecuador, uno de ellos es el Estadio Deportivo Camilo Gallegos Domínguez que está ubicado en Salinas, también en la provincia de Santa Elena. La Asociación de Fútbol del Guayas ha sido de mucha ayuda para los duros, ya que estas últimas temporadas ha prestado algunos de sus escenarios para que el equipo de la península haga de local, entre los estadios están, el Estadio Alejandro Ponce Noboa de Guayaquil, el Estadio Los Chirijos de Milagro, el Estadio Arenas de Samborondón y el Estadio Pablo Sandiford de Durán.

## Jugadores

### Plantilla 2023
- Última actualización: Septiembre de 2023.

## Datos del club
- Temporadas en Serie B: 3 (2019-2021)
- Temporadas en Segunda Categoría: 11 (2010-2018, 2022-2023)
- Mejor puesto en la liga: 4.° (Serie B 2020).
- Peor puesto en la liga: 9.° (Serie B 2021).
- Mayor goleada a favor en torneos nacionales:
  - 4 - 1 contra Guayaquil Sport (4 de julio de 2021).
- Mayor goleada en contra en torneos nacionales:
  - 4 - 1 contra América de Quito (1 de septiembre de 2021).
- Máximo goleador histórico:
- Máximo goleador en torneos nacionales:
- Primer partido en torneos nacionales:
  - Atlético Porteño 0 - 0 Santa Rita (2 de marzo de 2019 en el Estadio Municipal 14 de Junio).

## Palmarés

### Torneos nacionales
| Competición                        | Títulos | Subcampeonatos |
| ---------------------------------- | ------- | -------------- |
| Segunda Categoría de Ecuador (0/1) |         | 2018.          |

### Torneos provinciales
| Competición                            | Títulos     | Subcampeonatos    |
| -------------------------------------- | ----------- | ----------------- |
| Segunda Categoría de Santa Elena (2/3) | 2017, 2018. | 2013, 2016, 2022. |